# Universidad Linda Vista

Institución afiliada a la Iglesia Adventista del Séptimo Día

Universidad Linda Vista es una universidad privada en el Estado de Chiapas en el sur de México. Linda Vista está afiliada con la Iglesia Adventista del Séptimo Día.

## Orígenes
El 18 de noviembre de 1947, se reunieron los señores Max Fuss, Xavier Ponce, Miguel Lara, Pablo Balboa Prots, Manuel Sánchez y Carlos Arias, con el fin de planificar los trabajos de construcción de la antigua hacienda "El Rosarito", propiedad de los señores Pablo y Joaquín Balboa Prots.
Dos meses más tarde, en febrero de 1948 , se dio inicio el primer curso escolar de la entonces Escuela Agrícola e Industrial del Sureste ubicada en la ciudad de Teapa, Tabasco. En esta ocasión, la escuela fue honrada con la visita del entonces gobernador del estado de Tabasco, el Lic.Francisco José Santamaría. De esta histórica visita se puede recordar el elocuente discurso, digno de contarse entre los mejores, pronunciado por el director del plantel, Prof. Hipólito Preciado.
Después de 10 años, velozmente se aproximaba el fin del año 1957 cuando un grupo de misioneros visitó por primera vez la "Finca Sta. Cruz", en las montañas de Chiapas, cerca de Pueblo Nuevo Solistahuacán. Estos eran los hermanos Berry, Christie, Montgomery, Valenzuela y Marcos León, quienes traían el firme propósito de adquirir un terreno que reuniese las condiciones apropiadas para fundar un colegio.
Fue en el mes de septiembre de 1957 cuando un grupo valiente de estudiantes (17 varones y 9 mujeres) iniciaron el viaje de Teapa a Pueblo Nuevo Solistahuacán, llegando así el 27 de septiembre a la finca. En diciembre del mismo año, tres familias más habían llegado. Entre estas familias se contaban los profesores Silvia y Kelley, quienes iniciaron los trámites para incorporar la escuela primaria al sistema federal y la secundaria al sistema estatal.
El primer curso escolar del Colegio Linda Vista comenzó en octubre de 1957 y terminó en febrero de 1958.
Poco a poco el colegio fue creciendo por lo cual hubo que anexar licenciaturas, las cuales fueron ofrecidas en conjunción con la Universidad de Montemorelos en Montemorelos, Nuevo León.

## Estado actual
Una de cuatro universidades adventistas en México, Linda Vista ha aprendido mucho de su conjunción con la Universidad de Montemorelos (actualmente independizada de esta), y del sistema educativo adventista en el mundo. Ofrece licenciaturas en las áreas de Ciencias de la Educación (5 especialidades), Ciencias Administrativas, Teología, Enfermería, Administración de Sistemas Computacionales y una ingeniería en Sistemas también. Ofrece maestría en educación en asociación con la Universidad de Montemorelos. Tiene un promedio de más de 500 alumnos, e incluye su propio Colegio Linda Vista, con un gran número de alumnos en su primaria, secundaria, y preparatoria. Recientemente, adquirió dos nuevos campus: uno en Tuxtla Gutiérrez, Chiapas, y otro en Mérida, Yucatán. Quien dirige esta casa de estudios a partir del mes de julio del año 2011 es el Doctor Raúl Lozano. El Doctor Lozano es una persona con mucha visión, capacidad intelectual y buenas relaciones públicas, de quien se espera pueda aportar mucho para el crecimiento y fortalecimiento de la Universidad Linda Vista.